# Ian Nuttall
Ian Nuttall ist ein ehemaliger englischer Squashspieler.

## Karriere
Als Kind besuchte er ein Internat in Barnard Castle und wandte sich nach einem ersten Interesse für Rugby dem Squashsport zu. Während seines Mathematikstudiums an der University of Durham lernte er Malcolm Willstrop kennen, der ihm als Mentor diente.
Ian Nuttall war in den 1970er-Jahren als Squashspieler aktiv. Mit der englischen Nationalmannschaft nahm er 1974 und 1980 an den Europameisterschaften teil. Er gewann 1974 mit der Mannschaft den Titel, nachdem sie die Finalpartie gegen Schottland mit 5:0 für sich entschieden. Nuttall setzte sich in seiner Partie in drei Sätzen durch. 1980 erreichte die Mannschaft ebenfalls das Finale, hatte aber dieses Mal gegen Schweden mit 2:3 das Nachsehen. In fünf Sätzen unterlag Nuttall in seiner Endspielpartie gegen Peter Boström.
Als er ein neues Hüftgelenk bekommen sollte, beendete er seine Karriere. Nuttall arbeitete für einen gewissen Zeitraum beim Clifton College in Bristol und unternahm zahlreiche karitative Rundfahrten mit dem Rennrad in der ganzen Welt, um Spenden zu sammeln. Er ist verheiratet und hat drei Kinder.

## Erfolge
- Europameister mit der Mannschaft: 1974